# Vakhtang Salia
Vakhtang Salia (en georgiano: ვახტანგ სალია; 30 de agosto de 2007, Tsalenyija, Georgia) es un futbolista georgiano y se desempeña como delantero en el Dinamo Tbilisi de la Erovnuli Liga de Georgia, cedido por el Newcastle United.

## Carrera

### Dinamo Tbilisi
Tras pasar por las canteras del Dinamo Tbilisi, fue promovido al primer plantel y el 24 de noviembre de 2023, a los 16 años, hizo su debut profesional en el empate por 2-2 ante el Torpedo Kutaisi por la jornada 34 de la Erovnuli Liga. Marcó su primer gol profesional el 10 de marzo de 2024, gol que sellaría la victoria por 1-0 ante el Torpedo Kutaisi por la tercera jornada de la Erovnuli Liga.

### Newcastle United
El 29 de octubre de 2024, el Newcastle United de la Premier League anunció el fichaje del joven georgiano y permanecería en préstamo en el Dinamo Tbilisi hasta que cumpliera la mayoría de edad.

## Carrera internacional
Ha representado a la selección georgiana en las categorías sub-17, sub-19 y sub-21.